# Zwisogonek
Zwisogonek, zwisogonek błotny (Megalurus palustris) – gatunek średniej wielkości ptaka z rodziny świerszczaków (Locustellidae), zamieszkujący południową i południowo-wschodnią Azję. Nie jest zagrożony wyginięciem.

## Systematyka

### Taksonomia
Gatunek i rodzaj po raz pierwszy opisane przez amerykańskiego lekarza i przyrodnika Thomasa Horsfielda w 1821 roku. Jako miejsce typowe autor wskazał Jawę. Dawniej do rodzaju Megalurus zaliczano 6, a nawet 7 gatunków, jednak wszystkie z nich, poza zwisogonkiem, przeniesiono do innych rodzajów, a tym samym Megalurus stał się taksonem monotypowym. Wyróżniono trzy podgatunki M. palustris.

### Etymologia
Nazwa rodzajowa: greckie μεγας megas, μεγαλη megalē – wielki, długi; ουρα oura – ogon.

Epitet gatunkowy: łacińskie paluster, palustris – bagnisty < palus, paludis – bagno.

## Występowanie
Zwisogonek występuje w zależności od podgatunku:
- M. palustris toklao – północno-wschodni Pakistan do południowych Chin, Indochin i południowej Mjanmy.
- M. palustris palustris – Jawa i Bali.
- M. palustris forbesi – Filipiny i północno-wschodnie Borneo.

## Status
Międzynarodowa Unia Ochrony Przyrody (IUCN) uznaje zwisogonka za gatunek najmniejszej troski (LC – least concern) nieprzerwanie od 1988 roku. Liczebność światowej populacji nie została oszacowana, choć ptak opisywany jest jako lokalnie pospolity. Trend liczebności populacji jest nieznany.